# Svenskdödare
Svenskdödare är en skämtsam benämning på någon som på ett avgörande sätt gör att ett svenskt landslag eller idrottare åker ut från ett mästerskap eller tävling.

## Svenskdödare
- Henri Camara - Gjorde Senegals båda mål när laget besegrade Sverige efter Golden goal under fotbolls-VM 2002
- Hernán Medford - Det kanske mest kände svenskdödaren i historien. Satte avgörande 2-1 målet för sitt Costa Rica.[1]
- Emile Mpenza - Gjorde det match-avgörande målet när Belgien besegrade Sverige under Fotbolls-EM 2000.
- Lukas Podolski[2]
- Karl-Heinz Riedle
- Arjen Robben - Sköt den avgörande straffen i kvartsfinalen mot Holland fotbolls-EM 2004
- Romário - Avgjorde Semin i fotbolls-VM 1994 när landet var drabbat av fotbollsfrosseri
- Andrej Silnov[3]